# 아이오닉 스쿠터
아이오닉 스쿠터란 현대자동차 아이오닉 일렉트릭과 연계된 라스트마일 모빌리티이다.

## 상세
2017 CES에서 최초 공개되었으며, 휴대가 간편하고 가벼운 라스트마일 모빌리티로 주목받았다. 아이오닉 스쿠터는 3단 접이식 전동 스쿠터이며 기존 전동 킥보드에 비해 작고 휴대성이 편하여 버스, 지하철 등 대중교통을 이동할 때도 주변 사람들에게 피해를 주지 않는다.
2019년 11월 아이오닉 스쿠터를 기반으로 성능을 업그레이드한 '빌트인 타입 전동 스쿠터'가 공개되었다.

## 제원
- 리튬이온 배터리 탑재 (크기: 10.5Ah)
- 주행 거리 : 약 20km 주행 (1회 충전 시)
- 최고속도 : 20km/h
- 무게 : 7.7kg
- 전면부 디자인 : 두 개의 곡선형 LED 헤드라이트 적용
- 후면부 디자인 : 두 개의 테일램프 적용

## 같이 보기
- 후륜구동
- 스쿠터
- 리튬 이온 전지